# Alex Sandro da Silva
Alex Sandro da Silva (Amparo, 10 maart 1985) is een Braziliaans voormalig voetballer die doorgaans speelde als centrale verdediger. Tussen 2003 en 2019 speelde hij voor Vitória, São Paulo, Hamburger SV, opnieuw São Paulo, Flamengo, Cruzeiro, Boa Esporte, São Bernardo, Brasiliense, Rio Claro, Hercílio Luz, opnieuw Brasiliense, en Jorge Wilstermann. Silva maakte in 2007 zijn debuut in het Braziliaans voetbalelftal, waarin hij uiteindelijk tot twee wedstrijden kwam. Hij is de jongere broer van Luisão.

## Clubcarrière
Alex Silva speelde in de jeugd voor Ponte Preta. In 2003 verkaste de verdediger echter naar Vitória, waar hij in het eerste elftal terechtkwam. Na twee jaar werd de verdediger overgenomen door São Paulo. Voor die club kwam hij opnieuw twee jaargangen uit. Hamburger SV nam de verdediger in 2008 over voor circa zes miljoen euro. In Noord-Duitsland moest hij de naar Manchester City vertrokken Vincent Kompany doen vergeten. Na zeventien competitieduels en een verhuurperiode bij São Paulo vertrok Alex Silva in 2011 naar Flamengo. Via Cruzeiro, dat hem op huurbasis overnam, kwam de verdediger in 2013 bij Boa Esporte terecht. Hierna speelde Silva in het seizoen 2014/15 bij São Bernardo. Hierna was hij achtereenvolgens actief voor Brasiliense, Rio Claro en in 2016 tekende hij voor Hercílio Luz. In december van dat jaar keerde Silva terug bij Brasiliense. Drie maanden later ging Silva zijn tweede buitenlandse avontuur aan, toen hij tekende bij Jorge Wilstermann. In juni 2019 zette de Braziliaan een punt achter zijn actieve loopbaan.

## Interlandcarrière
Op 5 juli 2007 debuteerde Alex Silva in het Braziliaans voetbalelftal, toen hij onder bondscoach Dunga tijdens de Copa América 2007 mocht meespelen tegen Ecuador (1–0 overwinning). Tijdens deze wedstrijd mocht de verdediger tien minuten voor tijd invallen voor rechtsback Daniel Alves. Een maand later, tijdens het vriendschappelijke duel met Algerije had Silva een basisplaats. Samen met Naldo vormde hij het centrale duo tijdens de met 2–0 gewonnen wedstrijd.
| Interlands van Alex Silva voor Brazilië | Interlands van Alex Silva voor Brazilië | Interlands van Alex Silva voor Brazilië | Interlands van Alex Silva voor Brazilië | Interlands van Alex Silva voor Brazilië | Interlands van Alex Silva voor Brazilië | Interlands van Alex Silva voor Brazilië |
| №                                       | Datum                                   | Wedstrijd                               | Uitslag                                 | Competitie                              | Goals                                   |                                         |
| Als speler bij São Paulo                | Als speler bij São Paulo                | Als speler bij São Paulo                | Als speler bij São Paulo                | Als speler bij São Paulo                | Als speler bij São Paulo                | Als speler bij São Paulo                |
| --------------------------------------- | --------------------------------------- | --------------------------------------- | --------------------------------------- | --------------------------------------- | --------------------------------------- | --------------------------------------- |
| 1                                       | 5 juli 2007                             | Brazilië – Ecuador                      | 1 – 0                                   | Copa América 2007                       |                                         |                                         |
| 2                                       | 22 augustus 2007                        | Brazilië – Algerije                     | 2 – 0                                   | Vriendschappelijk                       |                                         |                                         |